# Bocce
Ne doit pas être confondu avec Boccia.
Les bocce (pluriel du mot italien boccia, boule) sont un jeu de boules italien.

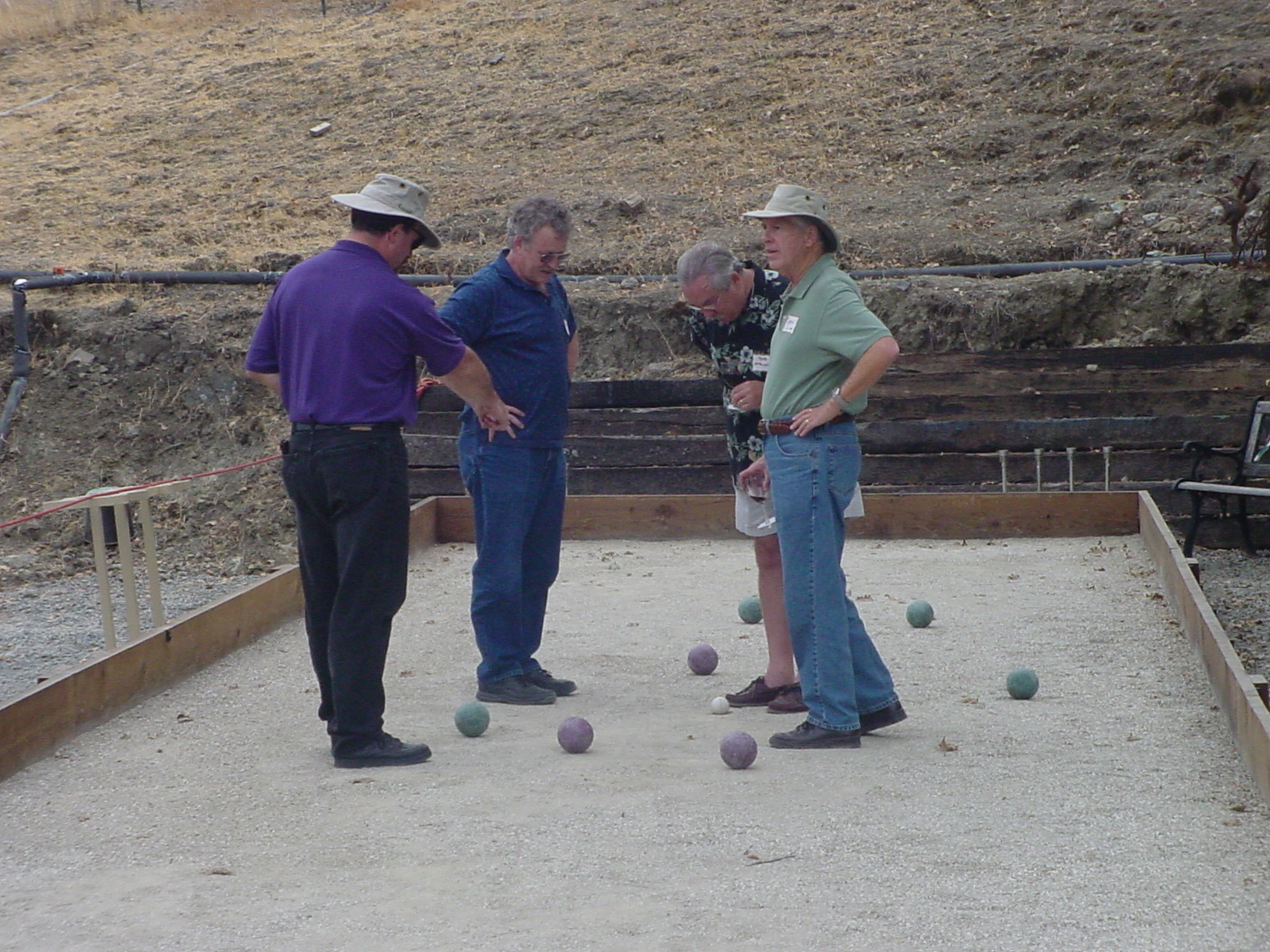
Joueurs de bocce comptant les points.

## Historique
Prenant ses sources des jeux de l'Empire romain, le bocce s'est développé dans sa forme actuelle en Italie (où il est appelé bocce, le pluriel du mot italien boccia), il s'étend à l'Europe et aussi aux régions dans lesquelles les italiens ont émigré. En Afrique du Sud, il est connu sous le nom bochas, ou bolas criollas ('boules criollo') au Venezuela, et bocha dans le sud du Brésil. L'accessibilité au Bocce à tous les âges et capacités lui a permis de monter en popularité parmi les programmes des Jeux olympiques spéciaux, et est maintenant le troisième sport le plus joué parmi ses athlètes.

## Reference
1. ↑  (en) Juliet Rix, Malta and Gozo, Bradt Travel Guides, 3 décembre 2015 (ISBN 978-1-78477-025-9, lire en ligne)
2. ↑  (en) « "boccia" », sur CollinsDictionary.com (consulté le 8 novembre 2012)
3. ↑  (en) « Bocce », sur SpecialOlympics.org, 6 août 2018 (consulté le 12 octobre 2022)